# Jolbar
För växten jolbär se Smultron
Jolbar (persiska: جلبر, جُلبَر) är en ort i Iran.   Den ligger i provinsen Västazarbaijan, i den nordvästra delen av landet, 600 km väster om huvudstaden Teheran. Jolbar ligger 1 339 meter över havet och antalet invånare är 330. Den ligger vid sjön Lake Urmia.
Terrängen runt Jolbar är kuperad åt sydväst, men åt nordost är den platt.Runt Jolbar är det ganska tätbefolkat, med 108 invånare per kvadratkilometer. Närmaste större samhälle är Dīzaj-e Dowl, 6,4 km norr om Jolbar. Trakten runt Jolbar är ofruktbar med lite eller ingen växtlighet.